# Скорики (пам'ятка природи)
Ско́рики — ботанічна пам'ятка природи місцевого значення. Об'єкт розташований на території Золочівської селищної громади Богодухівського району Харківської області, на схід від села Скорики.
Площа — 5 га, статус отриманий у 1984 році.
Охороняється ділянка з угрупованнями реліктової степової та чагарникової рослинності у балці біля витоків струмка що впадає у річку Грайворонка. Тут збереглися рідкісні види ковили волосистої, занесені до Зеленої книги України, зростають лікарські рослини.
З цінних та рідкісних видів флори трапляються горицвіт весняний, сон лучний, ковила волосиста, занесені до Червоної книги України та регіонально рідкісні барвінок трав'янистий і валер'яна російська.